# Manuel Silvestre da Silveira
Manuel Silvestre da Silveira foi um pioneiro povoador da região serrana fluminense, com registro de sua presença na região nos primórdios do século XIX.
Foi capitão da Guarda Nacional do Império do Brasil, delegado substituto (1857/1858) e juiz de paz (1853/1854) do Município de Nova Friburgo, importante fazendeiro desde os anos de 1840 e proprietário da sesmaria "Fazenda do Paredão", no município de Nova Friburgo, na freguesia de Nossa Senhora da Conceição do Paquequer, hoje município do Sumidouro.
Foi casado com Maxima Umbelina da Silveira, com quem teve os seguintes filhos: Manuel Maximiano da Silveira, subdelegado do Município de Nova Friburgo (1861/1863, 1868/1870), capitalista e fazendeiro; Joaquim Maximiano da Silveira, fazendeiro; José Maximiano da Silveira, fazendeiro; e Ana Umbelina da Silveira Faria, casada com o fazendeiro Manoel José Correia de Faria, pais de Maria Adelaide de Faria Soares (Nova Friburgo, 1845 – Nova Friburgo, que foi casada com o advogado provisionado,  solicitador, promotor público adjunto,  procurador  e tenente-coronel da Guarda Nacional do Império do Brasil.  Naturalizou-se brasileiro em 1876.José Balbino Soares.
Foi um dos principais doadores de terras para a construção de uma capela em honra a Nossa Senhora da Conceição, em 1822, às margens do rio Paquequer, em Sumidouro.